# Арбузов, Георгий Николаевич

Памятник на могиле комбрига Арбузова

Арбузов Георгий Николаевич (1913 — 13 августа 1942) — участник партизанского движения в Великой Отечественной войне, командир 2-й партизанской бригады.

## Биография
Родился в 1913 году в селе Мокша Большеглушицкого района Куйбышевской области, c 1920 года воспитывался в детском доме. Окончил школу ФЗУ в 1932 году, работал на заводе, учился на рабфаке Средне-Волжского индустриального института. В конце 1934 года добровольно ушёл в армию, служил красноармейцем в 169-й полку внутренней охраны НКВД ЗСФСР (г. Баку). В 1938 году окончил Саратовское военное училище погранохраны НКВД, служил в Москве, в дивизии особого назначения НКВД СССР. Принимал участие в Финской войне, ранен, награждён орденом Красного Знамени. В Финской войне командовал ротой автоматчиков, отрядом лыжников особого назначения. В газете «Правда» от 31 января 1940 года под рубрикой «Герои боев с белофиннами» вышел очерк Александра Безыменского «Лейтенант Арбузов».
С началом Великой Отечественной войны Арбузова включают в Особую группу НКВД СССР (2-й отдел, Судоплатов). С ноября 1941 года назначен командиром роты автоматчиков 135-го полка 6-й дивизии НКВД СССР.
6 июня 1942 года принял командование 2-й Калининской партизанской бригадой (2 Кпбр).
Погиб в бою 13 августа 1942 года.

## Итоги деятельности 2 Кпбр
С 1942 года на территории Невельского района Псковской области в составе Калининского партизанского корпуса имевшего в своём составе более 2000 бойцов, действовала 2-я Калининская партизанская бригада. После гибели Арбузова командование бригадой возложили на Петра Васильевича Рындина. Корпус совершил партизанский рейд по территории сначала Невельского и Пустошкинского, а затем Идрицкого, Себежского, Опочецкого, и Кудеверского районов. В ходе партизанского рейда нарушалось движение поездов на железных дорогах Полоцк-Невель, Рига-Великие Луки. Всего было пущено под откос более 50 воинских эшелонов, уничтожено 8 гарнизонов, 16 волостных управ, 2 карательных полка, около 5000 оккупантов и пособников. В конце октября 1942 года партизанский корпус был расформирован.

## Обстоятельства гибели
Арбузов погиб в бою 13 августа 1942 года в Алольских лесах Пустошкинского района Псковской области. Прижатый немцами к живописному озеру Белое, отряд принял неравный бой с превосходящими силами противника. Смертельное пулевое ранение в голову командир 2-й Калининской партизанской бригады Георгий Николаевич Арбузов получил, находясь за пулемётом «Максим».
Первоначально был похоронен на месте гибели. В 1955 году останки перенесены в братскую могилу на ул. Октябрьской города Пустошка. Всего в воинском захоронении покоится прах 6198 защитников Отечества.

## Память
В лесу на озере Белое стоит памятник комбригу.
Имя Арбузова носит улица в районном центре Пустошка.